# Priorisierung medizinischer Leistungen
Priorisierung medizinischer Leistungen bezeichnet Verfahren, mit dem die Vorrangigkeit bestimmter Behandlungs- und Untersuchungsmethoden vor anderen festgestellt werden soll. Es können nicht nur Methoden, sondern auch Krankheitsfälle, Kranken- und Krankheitsgruppen, Versorgungsziele und vor allem Indikationen (d. h. Verknüpfungen bestimmter gesundheitlicher Problemlagen mit zu ihrer Lösung geeigneten Leistungen) priorisiert werden. Ihr Gegenteil wird als Posteriorisierung bezeichnet.

## Bedeutung
Priorisierung führt zu einer Rangreihe oder beschreibt einen höheren Stellenwert, den etwas innerhalb einer Rangreihe einnimmt. An deren oberem Ende steht, was als unverzichtbar gilt beziehungsweise wichtig erscheint, am unteren Ende das, was wirkungslos ist oder was mehr schadet als nützt.
Generell kann zwischen einer vertikalen und einer horizontalen Priorisierung unterschieden werden. Die vertikale Priorisierung bezieht sich auf Rangreihen innerhalb eines definierten Versorgungsbereichs z. B. Behandlungsmaßnahmen bei Herzerkrankungen. Bei der horizontalen Priorisierung handelt es sich um Dringlichkeitserwägungen zwischen unterschiedlichen Krankheits- und Patientengruppen oder Versorgungsbereichen z. B. Herzchirurgie vor Schönheitschirurgie.
Priorisierung bedeutet eine Abstufung der Leistungsgewährung nach Vorrangigkeitsprinzip und ist aus diesem Grund nicht mit Rationierung gleichzusetzen, unter welcher das Vorenthalten medizinischer notwendiger oder nützlicher Leistungen aus Knappheitsgründen (der Triage) zu verstehen ist. Priorisierung kann als Grundlage für Rationierungsentscheidungen dienen, führt aber nicht zwangsläufig zur Rationierung.  Im Falle von Rationierung sollte Priorisierung eine Vorbedingung darstellen. Hierfür sollte eine am Versorgungsbedarf orientierte Rangfolge von Leistungen hergestellt werden, denn wenn Mittel einer sinnvollen medizinischen Verwendung vorenthalten werden sollen, sollte es vorher einen gesellschaftlichen Konsens darüber geben, aus welchen Grund und wo diese Mittel effektiver eingesetzt werden können. Bei der Priorisierung ist grundsätzlich auch eine Höherstufung von eventuell bisher unterschätzten Leistungen im Sinne einer Aufwärtspriorisierung möglich.

## Priorisierungsbedarf
Durch den medizinisch-technischen Fortschritt, der demografischen Entwicklung und dem zunehmenden finanziellen Engpässen in dem Sozialversicherungssystem, wird sich das medizinisch Machbare von dem Finanzierbaren weiter entfernen. Wie dieser Diskrepanz in einem solidarischen Gesundheitssystem begegnet werden kann, bestimmt die öffentliche, wissenschaftliche und politische Diskussion.
In der Literatur herrscht Konsens darüber, dass bei Mittelknappheit der Priorisierung die Ausschöpfung von Rationalisierungspotenzialen vorausgehen sollte. Für das Gesundheitswesen ist jedoch davon auszugehen, dass trotz eines Ausschöpfens von Rationalisierungsreserven zukünftig medizinische Leistungen nicht allen Patienten im bisher gewohnten Maße zur Verfügung gestellt werden können.
Die Zentrale Ethikkommission (ZEKO) bei der Bundesärztekammer stellt dazu fest, dass sich trotz aller Bemühungen um eine Rationalisierung der medizinischen Versorgung eine Schwerpunktsetzung im Rahmen von Priorisierung nicht vermeiden lassen wird. Es stelle sich demnach nicht die Frage, ob priorisiert werden muss, sondern vielmehr wie.
Befürworter meinen, eine offene und öffentliche gesundheitspolitische und medizinethische Auseinandersetzung über Priorisierung sei besser als eine verschwiegene Rationierung. Ein Bundestagsabgeordneter gestand jedoch, dass er sein Wissen als Gesundheitspolitiker den Bürgern nicht vermitteln könne, wenn er wiedergewählt werden wolle.
Bei einer gesamtgesellschaftlichen Klärung der Frage, was medizinisch und gesundheitlich notwendig ist, könnte Priorisierung dazu beitragen die vorhandenen Mittel nach gesellschaftlich konsentierten Kriterien möglichst gerecht zu verteilen. Gemäß der Bundesärztekammer ist es noch nicht gelungen das Thema der Prioritätensetzung in der Gesundheitsversorgung zu einer breiten öffentlichen Diskussion zu bringen.
Aktuell wird die Priorisierung der COVID-19-Impfmaßnahmen diskutiert, da nicht von Anfang an eine ausreichende Menge an Impfdosen verfügbar sein wird.

## Kriterien einer Priorisierung
Findet eine Befürwortung der Priorisierung statt, stellt sich unweigerlich die Frage, nach welchen Kriterien Zuteilung von Gesundheitsleistungen möglichst gerecht erfolgen kann. Priorisierung sollte grundsätzlich formale Kriterien, die das Verfahren der Priorisierung beschreiben und inhaltliche Kriterien, also die inhaltliche Ausrichtung, umfassen.
Formale Kriterien sind insbesondere aus verfassungsrechtlicher Sicht notwendig. Transparenz, nachvollziehbare Begründungen, Konsistenz in der Anwendung und demokratische Legitimierung, können das Bewusstsein einer Gleichbehandlung und die Akzeptanz der Vor- und Nachrangigkeit von Maßnahmen erhöhen und so dem hohen Informationsbedarf der Bevölkerung begegnen.
Bei der Frage nach den inhaltlichen Kriterien finden ethische, rechtliche und wirtschaftliche Aspekte ihre Beachtung. Bei der Frage, nach welchen Kriterien hierbei tatsächlich priorisiert werden soll, gehen die Meinungen mitunter weit auseinander. Für die ethische Plattform der parlamentarischen Priorisierungskommission in Schweden sind die Achtung der verfassungsrechtlichen Norm der Menschenwürde und, in Bezug auf die Zuteilung, der Bedarf und die Kosteneffizienz maßgeblich. Die Zentrale Ethikkommission der Bundesärzteschaft sieht eine gerechte Prioritätensetzung in der Orientierung an der medizinischen Bedürftigkeit (Schweregrad und Gefährlichkeit der Erkrankung, Dringlichkeit des Eingreifens), an dem erwartbaren medizinischen Nutzen und der Kosteneffektivität. Der Gemeinsame Bundesausschuss (G-BA) diskutiert darüber, Leistungen deren Kosten-Nutzen-Verhältnis (KNV) zu schlecht ist, nicht mehr anzubieten. Die Ermittlung des KNV einer medizinischen Leistung ist jedoch schwierig und oft strittig.

## Ausland
1987 sollte im US-Bundesstaat Oregon eine die gesamte Bevölkerung abdeckende Krankenversicherung eingeführt werden, ohne die Gesamtkosten für Medicaid zu erhöhen.
Dies erschien nur möglich mit einer Reduzierung des Leistungsumfangs. Statt z. B. Organtransplantationen bei Kindern wurden deshalb Vorsorgeuntersuchungen bei sozial schwachen Schwangeren und Kindern finanziert – mit dem Risiko, dass einige Kinder wegen nicht durchgeführter Transplantationen schwer beeinträchtigt waren. Das gesamtheitliche Vorgehen wurde in einer Prioritätenliste für alle medizinischen Maßnahmen festgeschrieben.
Die Priorisierungs- und Rationierungsdebatte ist in einigen anderen Ländern viel weiter fortgeschritten als in Deutschland. So hat das schwedische Parlament bereits 1997 Richtlinien zur Priorisierung verabschiedet. Darin sind drei ethische Prinzipien für alle künftigen Priorisierungsentscheidungen festgelegt worden:
- Alle Menschen seien gleich an Wert und Würde;
- die Ressourcen sollen nach Aspekten des Bedarfs und der Solidarität verteilt werden;
- die Kosteneffizienz aller Maßnahmen sei zu berücksichtigen.

Die Priorisierung wird dort vom „Prioriteringscentrum“ (National Centre for Priority Setting) geleistet.
In Großbritannien erarbeitet das National Institute for Health and Care Excellence Priorisierungen; ihm wurde in Deutschland das Institut für Qualität und Wirtschaftlichkeit im Gesundheitswesen nachgebildet.